# 髙城壽雄
- 高城寿雄
- 髙城寿雄

髙城 壽雄（たかぎ としお、1938年 - ）は、日本の発明家、実業家。タカギ創業者で、同社代表取締役社長を経て、代表取締役会長。経営法博士。

## 人物・経歴
福岡県小倉市（現北九州市小倉北区）出身。3歳のときマレー作戦で父を亡くし、愛媛県新居浜市の母方の伯父の養子となる。福岡県立門司東高等学校在学中から、発明で多数の受賞をしたが、部の備品を破壊するなどの校内暴力で2度の無期限謹慎処分を受けたのち退学。
1956年に小倉豊国高等学校卒業後、上京してトラック運転手として働きながら東京都大井職業訓練所ラジオ・テレビ科で学んだのち、無線工業（現ディーアンドエムホールディングス）に入社。その後、小倉に戻り22歳で家電製品修理業を起業。翌1961年に高城精機製作所を設立し、やがて金型業に転換する。1977年には債務超過で福岡地方裁判所小倉支部に和議申請をするが、ポリカンポンプのヒットなどで、3年で和議終了となり1979年にはタカギを設立。下請けからの脱却を図り、蛇口一体型浄水器などを開発して約180の特許を取得。2018年タカギ代表取締役会長に就任。

この間、1990年から予備校に通い始め、1991年立教大学法学部法律学科入学。1995年同卒業。2005年一橋大学大学院国際企業戦略研究科修士課程入学、2007年同修了。2013年一橋大学大学院国際企業戦略研究科博士課程進学。2017年同修了、論文「ファミリー中堅企業による複数議決権株式を利用した上場促進について」により79歳で博士（経営法）の学位を取得。
2017年12月、黒土始（第一交通産業）らと一般社団法人北九州創業者の会を設立。
2019年、旭日小綬章受章。

## 著書
- 『53歳にして夢は実現する : 二足のわらじを履いた学生社長のユニーク人生論』経済界、1996年